# Blacksburg (Virgínia)

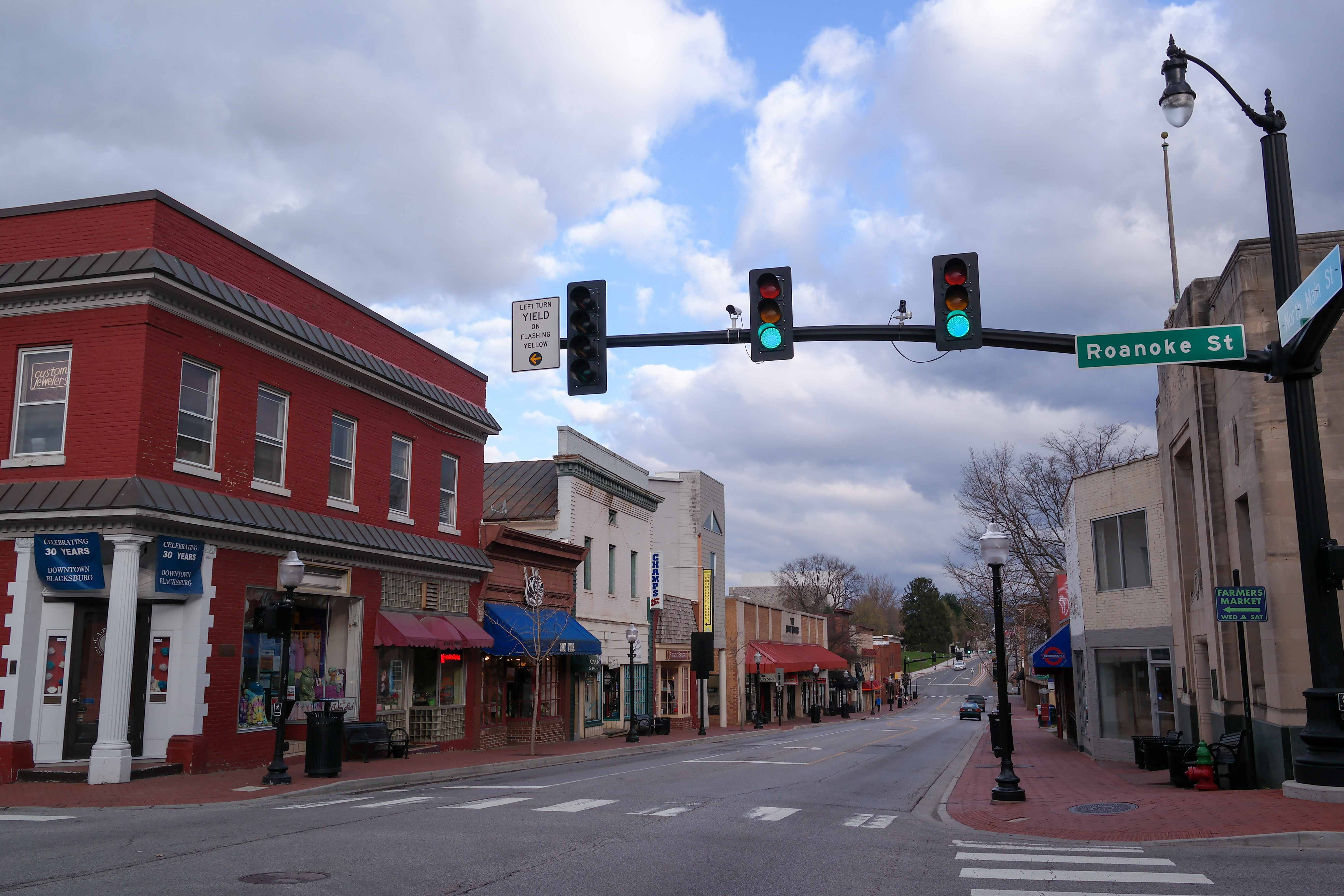
Uma cena do centro de Blacksburg

Blacksburg é uma localidade do estado norte-americano da Virgínia, no condado de Montgomery. Segundo o censo de 2000, a vila tinha uma população total de 39 573 habitantes. 
É a sede de uma universidade politécnica conhecida como Virginia Tech, cenário do maior massacre perpretado por um franco-atirador na história dos Estados Unidos, ocorrido em 16 de Abril de 2007.

## Ver Também
- Massacre de Virginia Tech
- Cho Seung-hui